# Reforma benedictina inglesa

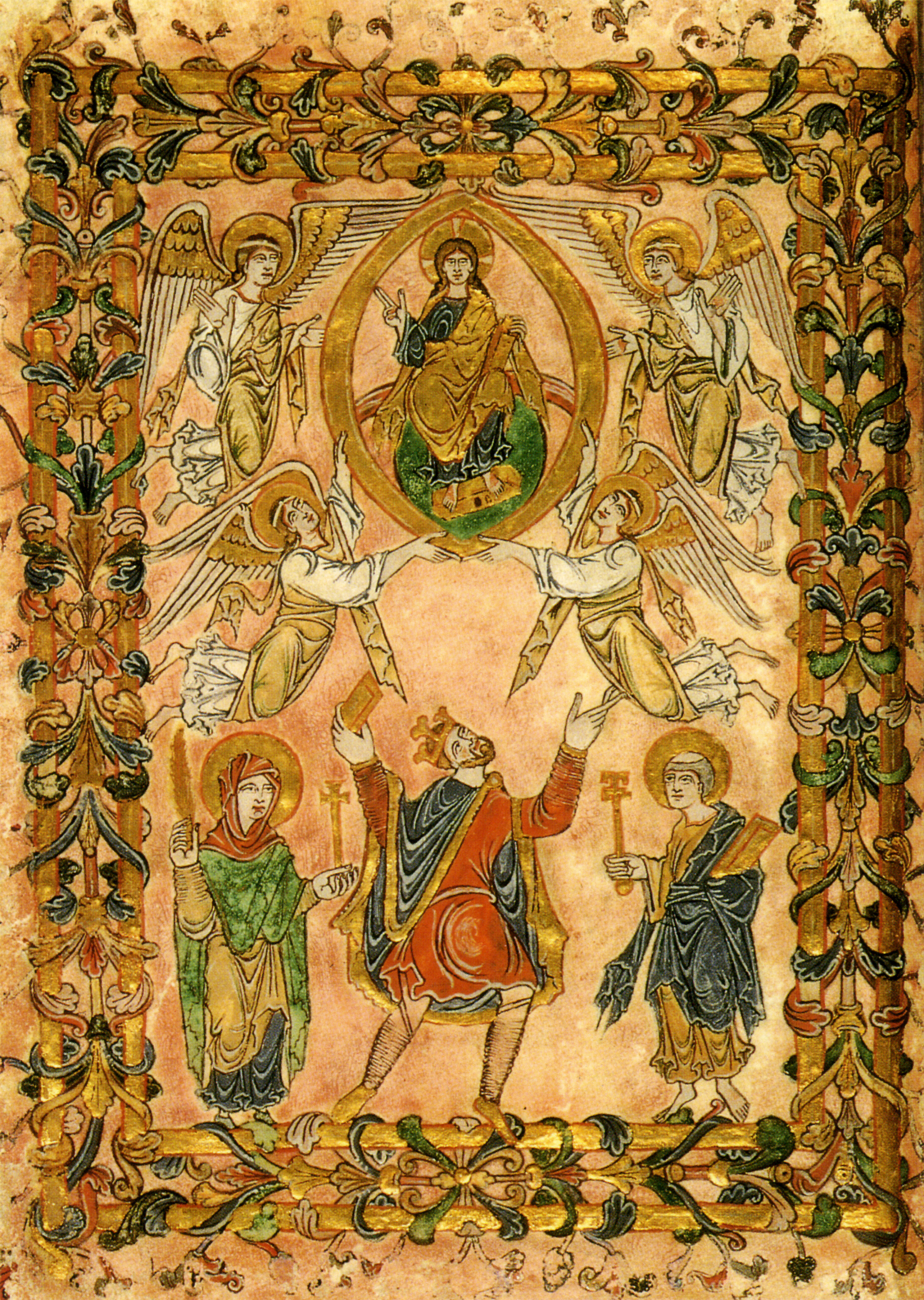
Frontispicio de la charte de 966 por la que el rey Edgar reformó el monasterio de New Minster en Winchester (MS Cotton Vespasian A.viii, British Library) representa al rey rodeado de Pedro y María a los pies de un Cristo en Majestad.

La reforma benedictina o reforma monástica es un movimiento religioso e intelectual que el reino de Inglaterra experimentó en la segunda mitad del siglo X. Muy inspirado por la reforma cluniacense que se estaba desarrollando en el continente en el mismo período, buscó reemplazar el clero secular, a menudo compuesto por hombres casados, con monjes que estaban obligados al celibato y al respeto de la regla de San Benito. Los líderes de esta reforma fueron los prelados Dunstán, arzobispo de Canterbury, Osvaldo de Worcester y Æthelwold de Winchester, que ocuparon las principales sedes episcopales inglesas desde los años 960 a los 980.
La mayor parte de los monasterios fundados en Inglaterra en los siglos VIII y IX eran benedictinos, pero el monacato decayó bruscamente en el siglo IX. El rey Alfredo el Grande se dio cuenta de este problema y trató de remediarlo. La corte cosmopolita de su nieto Æthelstan puso a Dunstán y Æthelwold en contacto con benedictinos de Europa. El rey Edgar, sobrino de Æthelstan, compartía los objetivos de los reformadores y facilitaba sus esfuerzos, tanto más cuanto que la corona emergía más poderosa. El movimiento declinó a partir de finales del siglo X, tras la muerte de Edgar en 975 y de los principales reformadores en los años siguientes.
Las consecuencias artísticas e intelectuales de la reforma fueron significativas. Los talleres creados por Æthelwold se distinguieron por la calidad de sus manuscritos ilustrados, y los monasterios reformados produjeron numerosos textos latinos en prosa y verso en el estilo hermenéutico entonces en boga en Inglaterra. La escuela fundada por Æthelwold en Winchester jugó un papel crucial en el desarrollo de un estándar escrito de inglés antiguo, gracias en particular a Aelfrico, su alumno más famoso.
Los textos medievales relativos a la reforma provienen todos del movimiento de reforma o de sus partidarios, que condenaron enérgicamente al clero secular, acusado de ser corrupto y de no estar a la altura. Los historiadores comenzaron a cuestionar esta visión a finales del siglo XX.

## Contexto

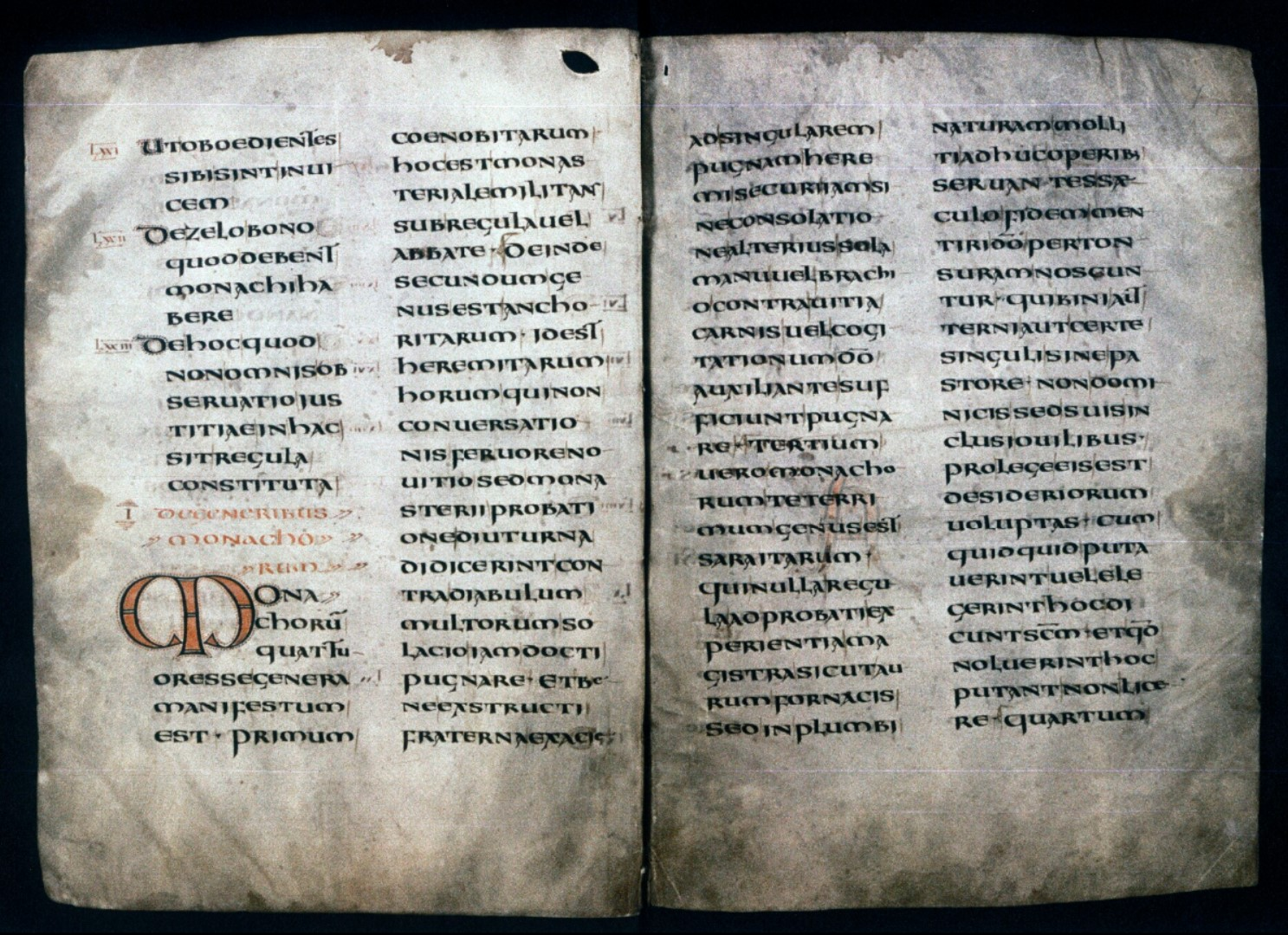
Una copia de la Regla de San Benito producida en Canterbury en el o (Biblioteca Bodleiana, MS Hatton 48, ff. 6v-7r).

Escrita por Benito de Nursia en el siglo IV, la Regla de San Benito fue la regla monástica más seguida en Occidente durante la Alta Edad Media. Postula que los monjes deben dedicar sus vidas a la oración por encima de todo, así como a la lectura de textos sagrados y al trabajo manual. Deben vivir en comunidad (movimiento cenobítico) y obedecer a su abad. El sistema ideado por Benedicto de Nursia se caracteriza por la moderación y la prudencia.
En Inglaterra, un pujante movimiento monástico se desarrolló en el siglo VII. Se inspiró fundamentalmente en las ideas de San Benito, tanto que el erudito Aldhelmo (que murió en 709 o 710) dio por sentado que los monasterios deberían seguir naturalmente la regla benedictina. Sin embargo, este impulso inicial pronto se desvaneció. A partir del año 800, las abadías que podían presumir de su nivel espiritual e intelectual eran raras, y en el siglo IX se produjo un fuerte descenso del monacato y del conocimiento. El contexto político y económico, marcado por las incursiones vikingas, favoreció al clero pastoral en detrimento de los monjes contemplativos. Se produjo un traslado gradual de las propiedades de los minsters (iglesias, monasterios y otras comunidades religiosas) a la corona, que se aceleró a partir del 850, hasta el punto de que los polemistas del siglo X culparon a los reyes anglosajones y a su aristocracia más que a los vikingos por el empobrecimiento de la Iglesia.
El monacato y el conocimiento experimentaron un renacimiento desde el reinado de Alfredo el Grande (871-899) que continuó bajo su nieto Æthelstan (924-939). Sin embargo, hasta el reinado de Edgar (959-975), el monacato benedictino no era considerado la única vida religiosa aceptable. En 944, los monjes de la abadía de Saint-Bertin de Saint-Omer que huían de la reforma impuesta por Gerardo de Namur se refugiaron con el rey Edmundo I de Inglaterra (939-946), quien les permitió instalarse en la abadía de Bath. La frontera entre el clero secular y el regular es a veces borrosa en este momento, con ejemplos de comunidades monásticas a las que se les ha confiado una función pastoral y, a la inversa, de establecimientos seculares que albergan clérigos obedientes a una regla monástica.

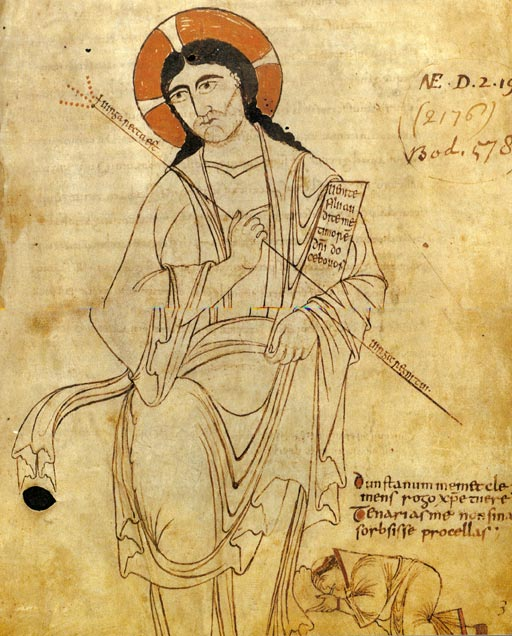
Este retrato de Dunstán arrodillado ante Cristo (Biblioteca Bodleian, MS Auct. F. 4. 32, f. 1r) es probablemente un autorretrato del Arzobispo.

## Comienzos
En Europa continental, el movimiento de reforma benedictino comenzó con la fundación de la Abadía de Cluny, en 909 o 910, pero su influencia se limitó a Borgoña. Inglaterra tenía más vínculos con la más conservadora Abadía de Fleury, cuyo prestigio se veía realzado por la posesión de las reliquias de San Benito. Los dirigentes de la reforma inglesa también se vieron influidos por los decretos de los sínodos de Aquisgrán de 816-819, que hicieron de la regla de San Benito la que debían seguir todas las comunidades monásticas del imperio carolingio. Las relaciones entre Inglaterra y el resto de Europa, limitadas durante los reinados de Alfredo el Grande y su hijo Eduardo el Viejo (899-924), se intensificaron bajo el de Æthelstan, cuyas cuatro hermanastras se casaron con nobles francos o nobles germánicos. La importación de manuscritos continentales influyó en las artes y conocimientos ingleses, y los prelados ingleses descubrieron el movimiento de reforma benedictino.
Los arquitectos de la reforma inglesa fueron el arzobispo de Canterbury, Dunstán, el obispo de Winchester, Æthelwold, y el arzobispo de York, Osvaldo. Dunstán y Æthelwold alcanzaron la edad adulta en la década de 930 en la corte de Æthelstan, un ambiente cosmopolita e intelectual donde conocieron a los monjes de las abadías reformadas de Europa. Nombrado abad de Glastonbury a principios de los años 40, Dunstán se unió a Æthelwold, y los dos hombres dedicaron los siguientes años al estudio de los textos benedictinos. Glastonbury se convirtió así en el primer foco de atención de la reforma benedictina inglesa. El texto de la regla de San Benito fue traducido al inglés antiguo alrededor de esta época, probablemente por Æthelwold; esta es la única traducción conocida de este texto a una lengua vernácula de la temprana Edad Media. Alrededor del 954, Æthelwold expresó el deseo de viajar a Europa para estudiar la reforma por sí mismo, pero el rey Edred (946-955) se negó a dejarlo ir y lo nombró abad de Abingdon en su lugar. Este monasterio se convirtió así en el segundo hogar de la Reforma. Unos años más tarde Dunstán fue expulsado de Inglaterra por el rey Edwy (955-959). Dedica sus años de exilio a observar las prácticas benedictinas en la Abadía de San Pedro en Gante. Æthelwold parece haber mantenido buenas relaciones con Edwy, una señal de que los reformistas no formaban un campo político uniforme. El tercer gran reformador inglés, Oswald, fue el sobrino del arzobispo Oda de Canterbury (941-958). Entró en la Abadía de Fleury a través de su tío, se ordenó allí y pasó la mayor parte de los años 950.

## Reforma y la Corona

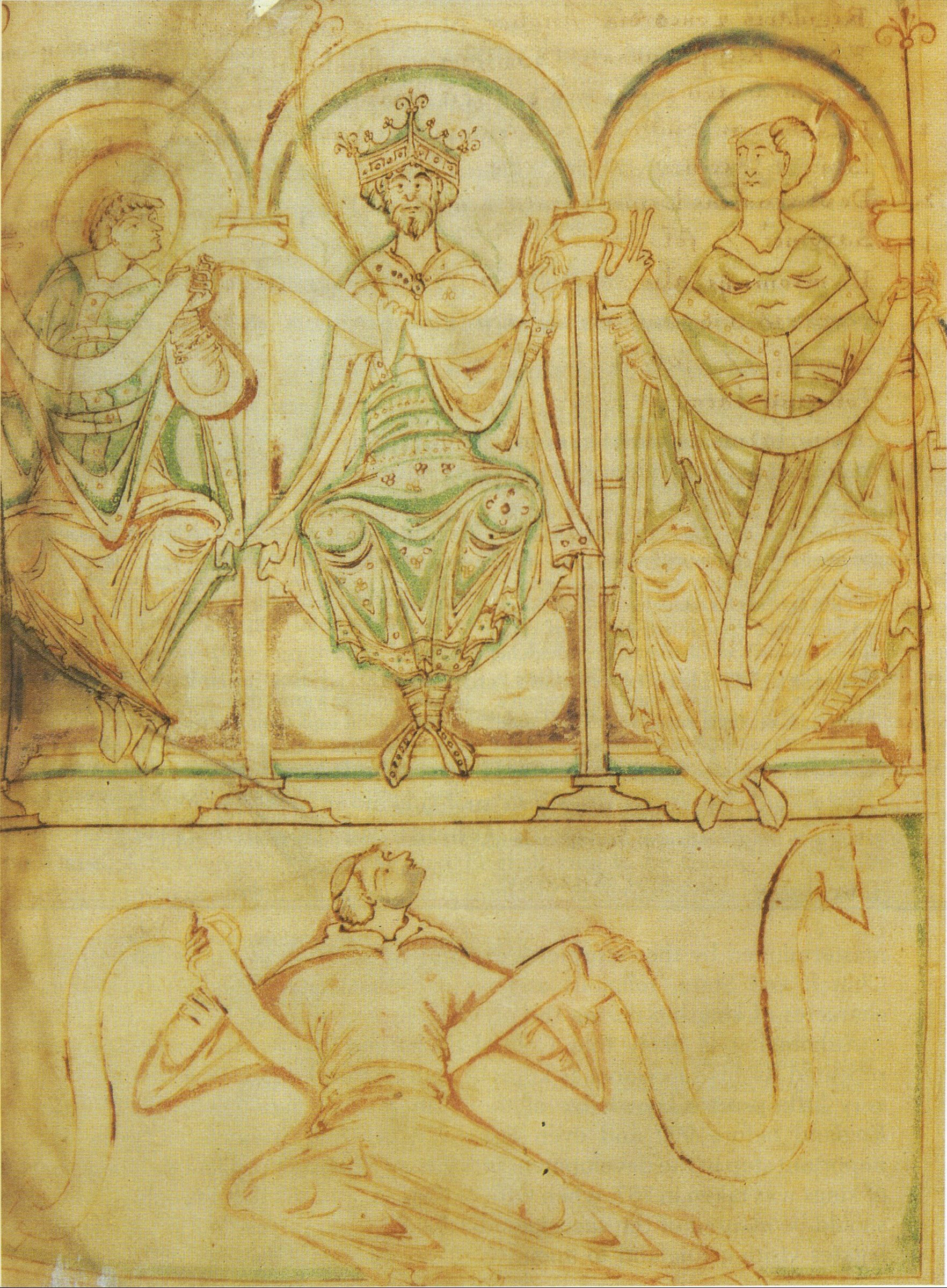
Iluminación de un manuscrito de la Regularis concordia (British Library, MS Cotton Tiberius A iii, f. 2v) que representa al Rey Edgar sentado entre Æthelwold y Dunstá.

En algunas partes de Europa donde el poder político era débil, como Cluny en Borgoña, los abades buscan la protección del Papa. Por el contrario, en el Condado de Flandes, mantenían estrechos lazos con los gobernantes locales. Este es también el caso de Inglaterra, donde la Casa de Wessex juega un papel crucial en la difusión de la Reforma, Edgar, el primer rey inglés que lo apoyó fuertemente, subió al trono en 959. Alentó la imposición del gobierno benedictino en varios minsters, haciendo que los monjes de Glastonbury, Abingdon y Westbury on Trym fueran transferidos allí. Los monasterios reformados rara vez se crean ex nihilo, aunque se fundan algunos conventos en Wiltshire y Hampshire.
En 963, Edgar nombró a su antiguo tutor Æthelwold como obispo de Winchester. Su influencia en el rey fue decisiva para el éxito de la reforma. Durante el reinado de Edgar, la mayoría de los obispos nombrados por el rey eran monjes. Gracias a su apoyo y al del Papa, Æthelwold pudo expulsar rápidamente al clero secular que ocupaba los dos monasterios de Winchester, el Old Minster y el New Minster, y reemplazarlos por monjes. El clero secular y sus partidarios tenían cierta influencia en la zona, por lo que el rey tuvo que usar la fuerza para confiscar sus beneficios. Hasta el año 975, la reforma afectó a unos 30 monasterios y siete u ocho conventos, todos ellos situados en Wessex o en las fincas de Æthelwold y Osvaldo en las Midlands, que sin embargo representaban solo un 10% de los establecimientos religiosos de Inglaterra. Algunos de los monasterios reformados estaban entre los más ricos del reino (hasta el punto de competir con los más grandes barones del Libro Domesday, establecido a finales del siglo XI), pero otros monasterios no reformados también continuaron floreciendo hasta el siglo XI, como Chester-le-Street y Bury St Edmunds, aunque la propaganda de la Reforma, en gran parte del círculo de Æthelwold, afirmaba que la Iglesia inglesa se está transfigurando.
Las diferentes interpretaciones de la regla benedictina en el reino preocupaban a Edgar, que quería imponer normas únicas para evitar la disensión. Alrededor del 970, un consejo celebrado en Winchester adoptó un documento crucial, la Regularis concordia. Escrito por Æthelwold, que solicitó la ayuda de las abadías de Gante y Fleury, este texto tenía como objetivo principal la estandarización de la misa sintetizando las mejores prácticas inglesas y continentales. Las prácticas de la Abadía de Fleury, inspiradas a su vez en la liturgia inglesa, constituyen la principal influencia de la Regularis concordia.
Después de la conquista de Danelaw por los reyes de Wessex, la imposición de una regla benedictina uniforme en todos los monasterios contribuyó a la unificación ideológica del joven reino de Inglaterra y aumentó el prestigio de la realeza. A diferencia de los Ealdormen, los monjes dependían estrechamente de la autoridad real y proporcionaban un contrapeso útil a las grandes familias nobles a nivel local. La Regularis concordia requiere la lectura de salmos para el rey y la reina varias veces al día y establece que se requiere el consentimiento real para la elección de los abades. Para reforzar el carácter cristiano de la realeza, los reformadores elevaron el estatus de las reinas: la última esposa de Edgar, Elfrida, fue así la primera esposa de un rey de la Casa de Wessex que apareció regularmente en las cartas con el título de regina.

## Reforma y la nobleza
Los miembros de la nobleza hacían donaciones a los monasterios (reformados o no) por razones religiosas: consideraban que la salvación de sus almas dependía de la financiación de hombres santos que debían rezar por ellos a cambio, ayudándoles así a expiar sus pecados. Estos regalos contribuían al prestigio tanto del donatario como del donante, que a veces obtenía el derecho a ser enterrado en el monasterio que se benefició de su generosidad. Algunos aristócratas fundaron comunidades religiosas, como la Abadía de Ramsey, fundada en 969 por el Ealdorman de East Anglia Æthelwine d'Est-Anglie, quien más tarde hizo numerosas donaciones a la misma y supervisó la traducción de las reliquias de los príncipes mártires Etelberto y Etelredo. De la misma manera, el eadorman de Essex Byrhtnoth ofrece a la Abadía de Ely «treinta mancusos de oro, veinte libras de plata, dos cruces de oro, dos velos de encaje que contienen objetos preciosos de oro y piedras preciosas, y dos guantes finos». Después de su muerte en la batalla de Maldon en el 991, su viuda Ælfflæd aún le ofreció a Ely un gran tapiz que representaba las victorias de su difunto marido y un torque de oro. Según el Liber Eliensis, otras catorce iglesias se beneficiaron de la generosidad de Byrhtnoth.
Los nobles eligen a los receptores de sus donaciones en función de sus redes sociales. Favorecían a las abadías que ya han recibido donaciones de otros miembros de su familia o de sus aliados y en su lugar trataban de saquear las asociadas a sus oponentes políticos. La rivalidad entre los Ealdormen Æthelwine de Anglia Oriental y Ælfhere de Mercia se refleja así en sus relaciones con los monasterios del reino: Ælfhere confiscó tierras pertenecientes a la Abadía de Ramsey, fundada por Æthelwine, mientras que este último se apoderó de tierras pertenecientes a la Abadía de Ely, un establecimiento vinculado al obispo Æthelwold de Winchester , aliado de Ælfhere. La importancia de la familia como unidad social básica también se percibe en el comportamiento de los monjes y prelados: Osvaldo aprovechó así su posición para conceder beneficios a los miembros de su familia, desafiando las normas establecidas por los sínodos del siglo IX. Como los tres principales reformadores procedían de la aristocracia, podían confiar en su red familiar para promover sus ideas. Los historiadores Janet Pope y Patrick Wormald consideran que esta es una de las principales razones del éxito de la reforma, incluso más que el apoyo del rey o del papa.

## La obre de los reformadores

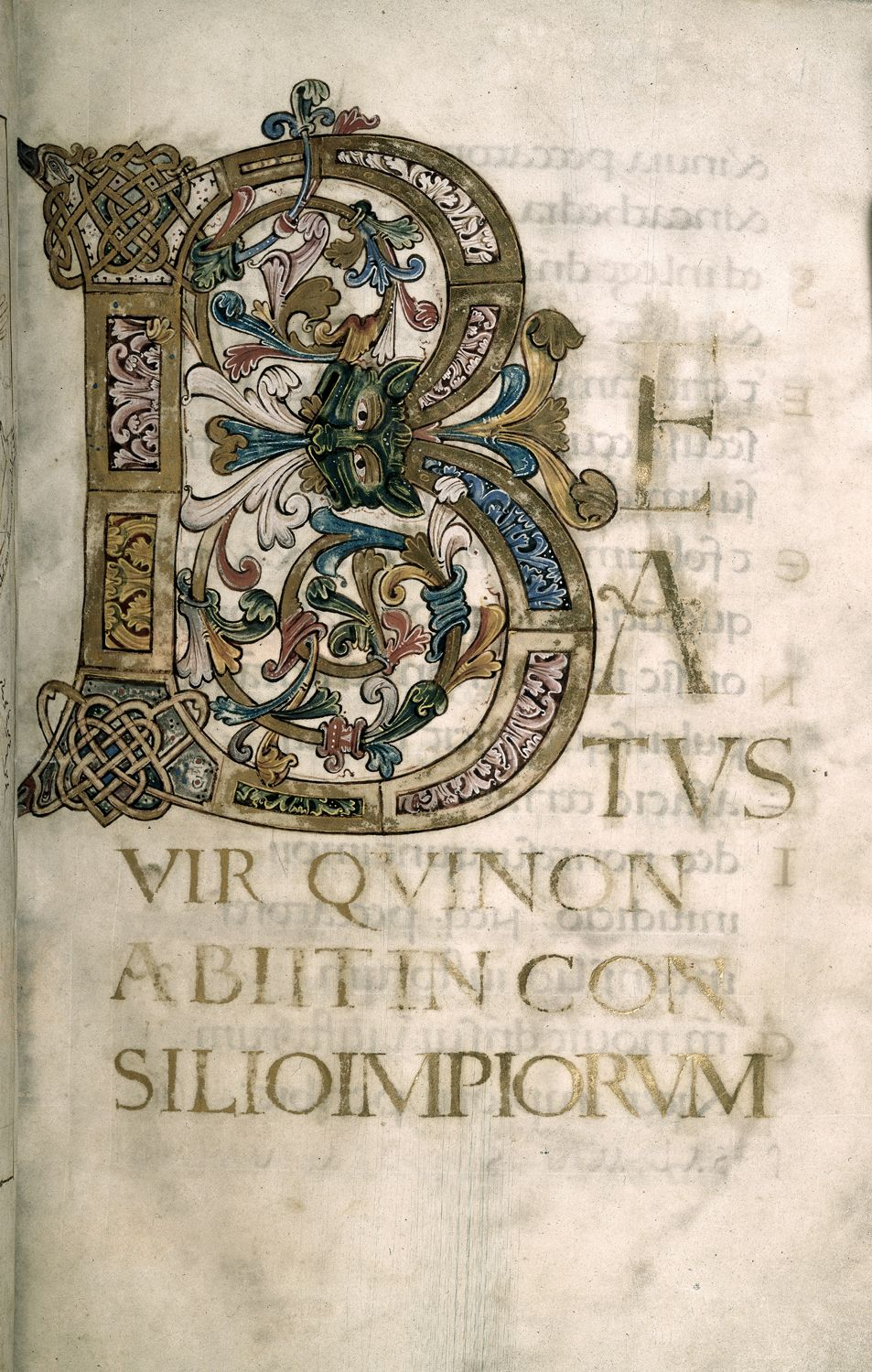
Una página del Salterio de Ramsey (British Library,, MS Harley 2904, f. 3v), manuscrito probablemente hecho para el Obispo Osvaldo en el último cuarto del.

El historiador Nicholas Brooks describe al arzobispo Dunstán «como el individuo más apreciado y competente que Inglaterra produjo en el siglo X». Observa que su ejemplo c«ontribuyó a inspirar una transferencia masiva de recursos de tierras de la aristocracia secular a la religiosa e hizo posible una renovación de las normas en los ámbitos de la educación, la religión, la atención pastoral y la cultura que dio un carácter claramente monástico a la iglesia inglesa y su jerarquía a finales del siglo X». No obstante, Brooks reconoce que es difícil atribuirle contribuciones concretas a la reforma. El historiador Nicola Robertson se cuestiona su verdadera importancia, hasta el punto de preguntarse  nosi su desarrollo es una ficción, sino solo si esta ficción data del siglo X o del XI.
Æthelwold reformó varias abadías en su diócesis de Winchester y también contribuyó a la refundación de monasterios en el este de Inglaterra, en Medeshamstede (Peterborough), Ely, Thorney y St Neots. La mayoría de estos monasterios fueron fundados en el siglo anterior, pero más tarde se convirtieron en comunidades de clérigos seculares o fueron transferidos a propietarios laicos, de modo que Æthelwold puede presentarse como el simple restaurador de su estatus original. También reformó los conventos con la ayuda de la Reina Elfrida. No contento con restaurar la Iglesia a su estado anterior, también se esforzó por mejorar su situación inventando historias fantásticas en sus abadías. Fue el principal promotor del movimiento y el autor de los principales textos pro-reforma que datan del reinado de Edgar.
Según John Blair, el objetivo fundamental del movimiento de reforma fue establecer y propagar altos estándares en términos de liturgia, espiritualidad y cuidado pastoral, tanto en Inglaterra como en el resto de Europa31. En el continente, los cabildos catedralicios se componían de cánones seculares, y los monjes solo se encontraban en los monasterios. Æthelwold rechazó esta distinción: al expulsar al clero de la catedral de Winchester (el Old Minster) y el New Minster, introdujo una novedad que solo se encuentra en la reforma inglesa. Dunstán y Osvaldo eran reacios a seguir sus pasos, probablemente porque su experiencia de la vida en Europa (que Æthelwold no tenía) les ha permitido comprender las prácticas continentales. Probablemente también preferían un enfoque gradual a los métodos brutales de Æthelwold. Cuando Oswald instaló a los monjes en la catedral de Worcester, fue en una iglesia construida para ellos, y no despidió al clero, que fue educado en la misma aula que los monjes. En cuanto a Canterbury, solo después de la muerte de Dunstan su capítulo se compuso enteramente de monjes.  Æthelwold estaba particularmente preocupado por el restablecimiento de las prácticas antiguas (o lo que él cree que son prácticas antiguas), especialmente el mandato del Papa Gregorio Magno a Agustín de Canterbury, informado por Beda el Venerable en el Libellus responsionum, de que Agustín debería continuar viviendo como monje después de convertirse en obispo. John Blair cree que las instituciones religiosas de cierto tamaño no pueden funcionar sin sacerdotes capaces de llevar a cabo funciones pastorales, y señala el extraño rechazo de Æthelwold de  todo tipo de vida religiosa que no sea monástica.
El primer biógrafo de Dunstán, que solo se conoce por su inicial «B.», era un clérigo secular que dejó Glastonbury por Lieja alrededor del 960. A partir de 980 trató en vano de ponerse bajo la protección de los grandes prelados ingleses, pero los reformadores no tenían ninguna razón para apoyar a un canónigo secular que vivía en el extranjero. En ausencia de eruditos competentes en sus filas, el clero secular no pudo defenderse de los ataques de los reformadores, y no hay ningún texto que refute las violentas acusaciones de pereza, lascivia y maldad de Æthelwold. Los grandes cronistas del siglo XI, Guillermo de Malmesbury y John de Worcester, eran benedictinos y tendían a aprobar o incluso reforzar la imagen negativa del clero secular que dejaron sus predecesores. Así pues, las variadas prácticas religiosas de Inglaterra son presentadas de manera uniforme por un pequeño grupo de reformadores, cuyo punto de vista es el único que ha sobrevivido.

## Santos y reliquias

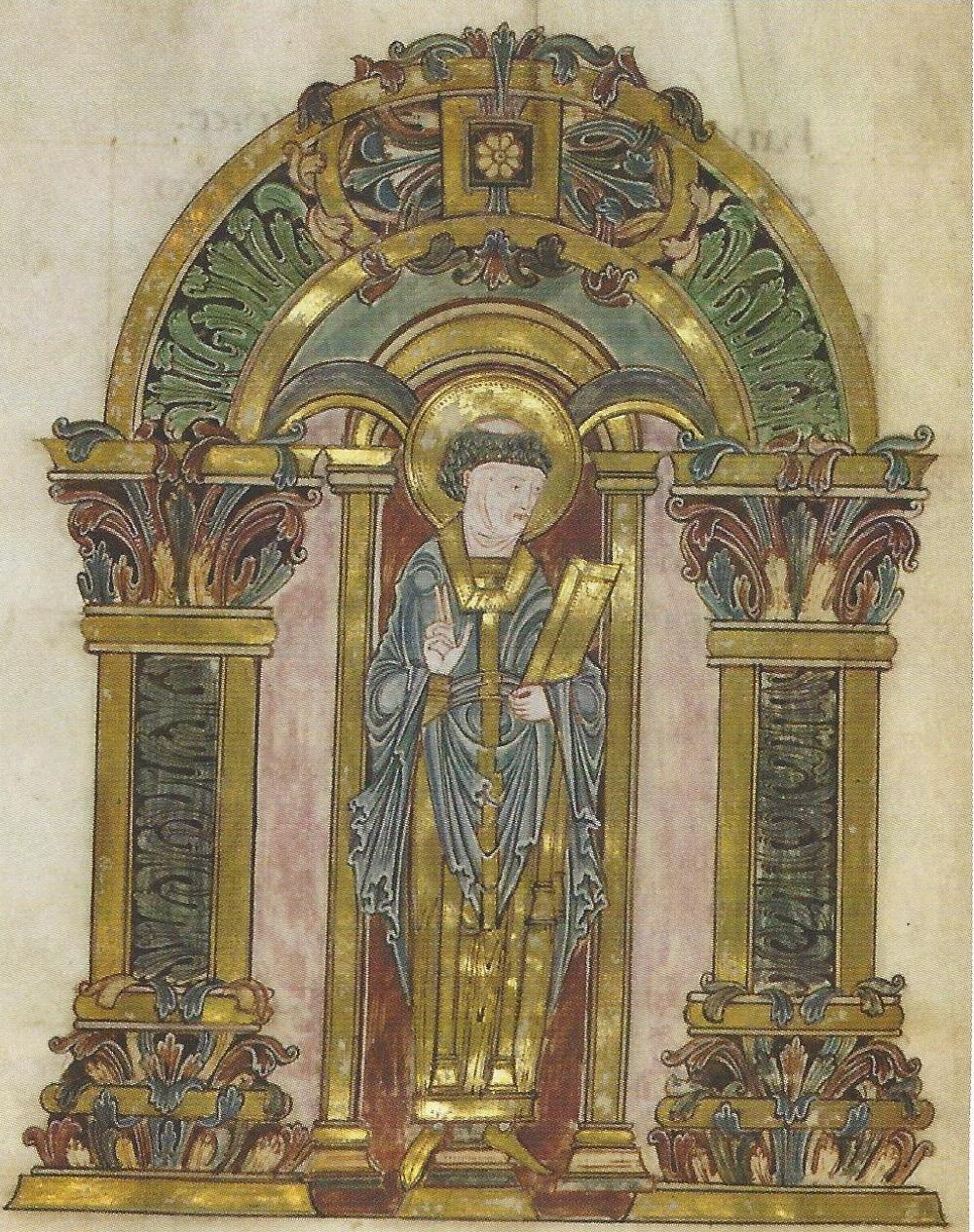
Esta ilustración del Bendicionario de San Æthelwold (MS Additional 49598, f. 97v) representa a Swithun, un obispo de Winchester cuyo culto Æthelwold promueve.

El movimiento reformadora concede gran importancia a los santos y sus reliquias, especialmente al ritual de la traslación, que consiste en trasladar las reliquias de un santo desde su lugar de entierro original a un lugar más accesible y prestigioso, con el fin de hacer más accesible su culto. Ya en el siglo pasado, los restos de San Benito fueron trasladados desde la Abadía territorial de Montecasino a la Abadía de Fleury. Progresivamente ritualizado, este tipo de traslado constituye en el siglo X una verdadera procesión y la mayoría de las veces implica la reconstrucción de la iglesia que debía recibir las reliquias, con la construcción de un nuevo santuario. Æthelwold de Winchester estuvo particularmente activo en este campo. Promovió el culto a Suituno, un oscuro obispo del siglo IX de Winchester, haciendo que sus restos fueran trasladados a un nuevo santuario dentro del Old Minster. Según las hagiografías, Æthelwold sufrió el mismo destino después de su muerte en 984: su tumba fue descuidada hasta que apareció en una visión para exigir la retirada de sus restos. Su sucesor Ælfheah cumplió, y el coro construido para recibir sus restos pronto serían escenario de milagros.
Las reliquias también tenían una importancia más material. Cuando una iglesia era la receptora de una donación de tierra o dinero, era a menudo su principal santo, el que desempeñaba el papel de protector y líder espiritual de la comunidad, quien era descrito como el donatario. Así, siempre que sus reliquias fueran transferidas a otro lugar (a un monasterio reformado, por ejemplo), era posible argumentar que las donaciones debían seguir el mismo camino y ser transferidas al nuevo santuario. Esta era una razón más para robar reliquias, como en el caso de la verdadera "redada" organizada por los monjes de Ely en Dereham en 974 para apoderarse de las reliquias de santa Witburga. Ely probablemente quería asegurarse la posesión de las propiedades de la iglesia de Dereham, que acababan de adquirir.
De los tres principales reformadores, Æthelwold fue de lejos el más activo en esta área. Osvaldo participó en la promoción de los cultos de los santos, pero no parece haber utilizado sus reliquias para captar los bienes de las comunidades seculares  y Dunstán no mostró interés por las reliquias.

## Reacción y declive
Después de la muerte de Edgar en 875, la sucesión fue disputada entre sus dos hijos Eduardo el Mártir y Etelredo II el Indeciso. Los nobles que habían perdido el control de las tierras o las abadías a causa de la reforma aprovecharon la oportunidad de recuperar sus posesiones en lo que algunos historiadores llaman una «reacción antimonástica». El Ealdorman Ælfhere jugó un papel principal en esta reacción contra los defensores de las abadías reformadas como los Ealdormen Æthelwine y Byrhtnoth. Según Byrtferth de Ramsey, «los monjes estaban aterrorizados, la gente temblaba, el clero estaba lleno de alegría, porque había llegado su hora. Los abades fueron expulsados con sus monjes, los clérigos se instalaron con sus esposas, y el error fue peor que antes».
Sin embargo, la historiadora Ann Williams considera que el principal motivo de Ælfhere no era su oposición a la reforma, sino su larga rivalidad con Æthelwine. También señala que la rapidez con la que las abadías reformadas crecieron en riqueza y poder en los años 60 y 70 solo podía preocupar a la aristocracia secular, y si Æthelwine no fue acusada de actividades antimonásticas a pesar de su comportamiento hacia la Abadía de Ely, puede ser simplemente por su amistad con Osvaldo.
Aunque la «reacción» fue sólo un movimiento de corta duración, las abadías reformadas experimentaron posteriormente un largo declive. A partir de la década de 980, fueron golpeados duramente por las renovadas incursiones vikingas y los fuertes impuestos. La iglesia del siglo XI no tiene un líder de estatura comparable a los tres grandes líderes de la reforma monástica (Æthelwold murió en 984, Dunstán en 988 y Osvaldo en 992) y el papel de los monjes en la vida política y religiosa inglesa decayó. Las nuevas fundaciones importantes son raras, con la excepción de Bury St Edmunds donde una comunidad benedictina reemplaza a los clérigos a principios de siglo. Algunas abadías fueron fundadas por la aristocracia laica, la última es la Abadía de Coventry fundada por el conde Leofric de Mercia y su esposa Lady Godiva en 1045. El casi monopolio de los monjes sobre los obispados desapareció, en parte porque el rey Eduardo el Confesor, que había sido educado en el extranjero, prefería nombrar clérigos extranjeros, pero sobre todo porque el desarrollo de la administración real requería un personal permanente en la persona de sacerdotes reales seculares, que eran recompensados por sus buenos oficios con nombramientos episcopales. La influencia centralizadora de la Regularis concordia disminuyó tras la muerte de los fundadores del movimiento: las variaciones locales se hicieron cada vez más frecuentes en el siglo XI y los vínculos entre las abadías se hicieron cada vez más tenues.
Por otro lado, el entusiasmo por las reliquias persistía, así como el prestigio que confieren a las abadías que las albergan. Fue entre la reforma benedictina y la conquista normanda de Inglaterra cuando los monasterios ingleses recibieron las donaciones de tierras más espectaculares de toda la Edad Media; las abadías reformadas acumularon así un patrimonio excepcional que conservaron después de la conquista. El prestigio y la riqueza de las abadías fundadas antes de 1066 son mayores que las fundadas después.

## Posteridad

### Artes visuales

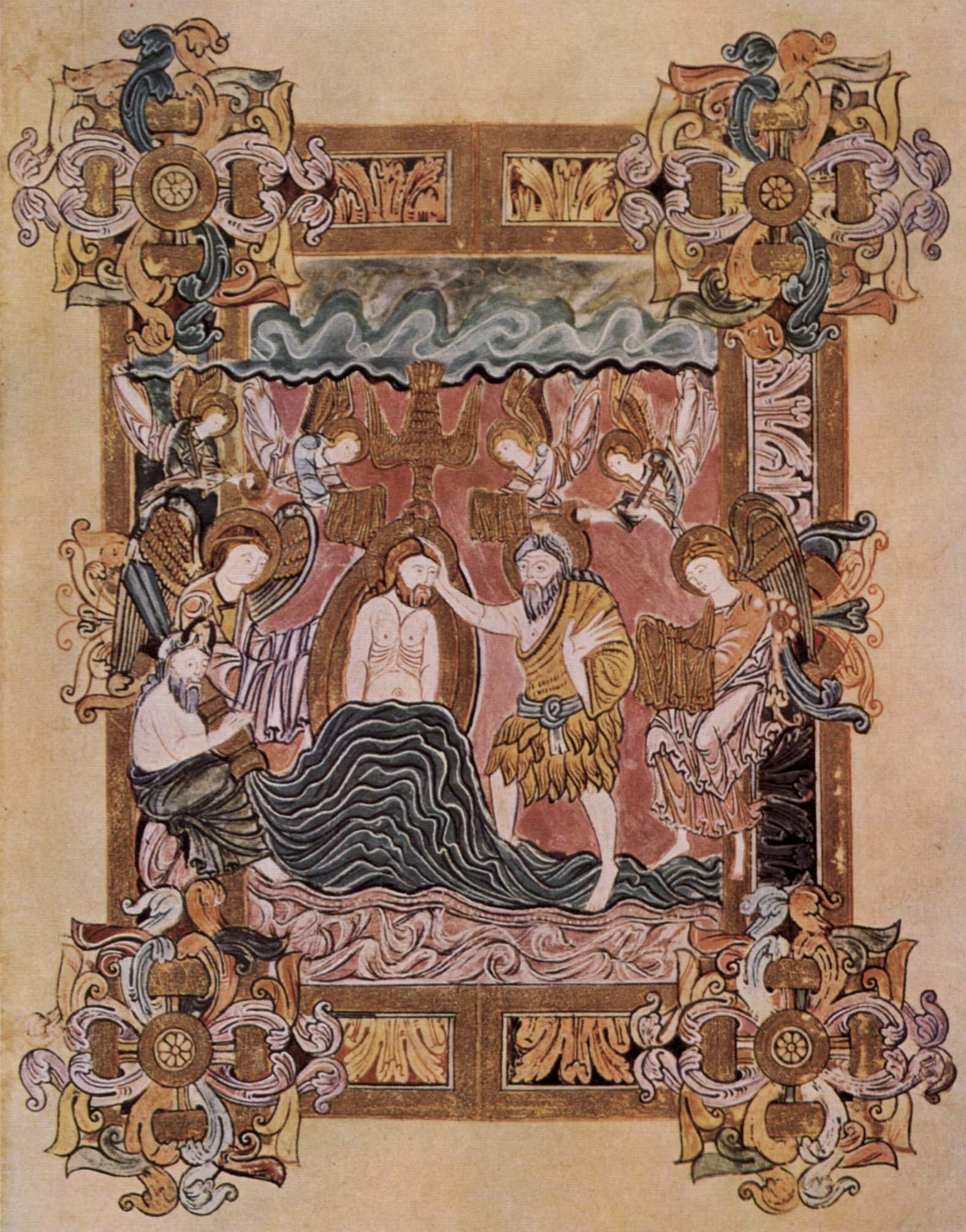
Ilustración del Bautismo de Jesús en el Bendicionario de San Æthelwold (MS Additional 49598, f. 25r).

La reforma monástica fue acompañada por una renovación de las artes, la cultura y la literatura. La escuela fundada por Æthelwold en Winchester es uno de los centros. El estilo hermenéutico, una forma particularmente compleja del latín, se desarrolla allí y se convierte en una de las marcas de los textos de la reforma, incluyendo el Regularis concordia.· En el campo musical, Æthelwold envía monjes a estudiar el canto litúrgico en las abadías de Fleury y Corbie. El Tropario de Winchester, que compila piezas musicales compuestas en Inglaterra y en el continente, está en parte escritas en estilo hermenéutico.
Durante este período, las artes visuales se impregnaron de influencias continentales al tiempo que desarrollaron elementos ingleses preexistentes, dando lugar a un estilo característico conocido como estilo «Winchester», aunque también se atestigua en otros lugares. Mientras que la fundación de nuevos monasterios disminuyó en el siglo XI, las artes siguieron floreciendo en los que existían y continuaron creciendo. Estas abadías produjeron muchos manuscritos ricamente iluminados con exuberantes bordes de hojas de acanto. El Bendicionario de San  Æthelwold, hecho en Winchester, probablemente en la década de 970, es el ejemplo más emblemático. Los talleres de arte fundados durante la vida de Æthelwold siguieron siendo influyentes después de su muerte, tanto en Inglaterra como en el resto de Europa.
Además de estas elaboradas ilustraciones, se desarrolló una forma de dibujo puramente inglesa: dibujos de líneas negras, con contornos a veces realzados con colores en tinta o acuarela. Se inspiró en parte en un estilo continental, como es evidente en el Salterio de Utrecht, un manuscrito carolingio cuya presencia está atestiguada en Canterbury desde alrededor del año 1000, en el que cada salmo está ilustrado con un dibujo a tinta negra que muestra numerosas pequeñaos personajes. Se hizo una copia en Canterbury, probablemente en la década de 1020. Esta Salterio de Harley difiere del original en particular por la adición de color en las ilustraciones. Muchos de los monjes que llegaron a altos cargos eran artistas, como Dunstán. El dibujo lineal más antiguo que se conserva, un retrato de Dunstán arrodillado ante Cristo, podría ser un autorretrato hecho antes de su exilio en 956. Otro «estilo Winchester» se caracteriza por drapeados detallados, a veces utilizadas en exceso, pero que dan vivacidad a los personajes. El dibujo lineal siguió siendo un elemento fundamental del arte inglés durante siglos, como lo demuestran el Salterio de Eadwine (1150) y la obra del monje Mateo de París (muerto en 1259) y sus alumnos.

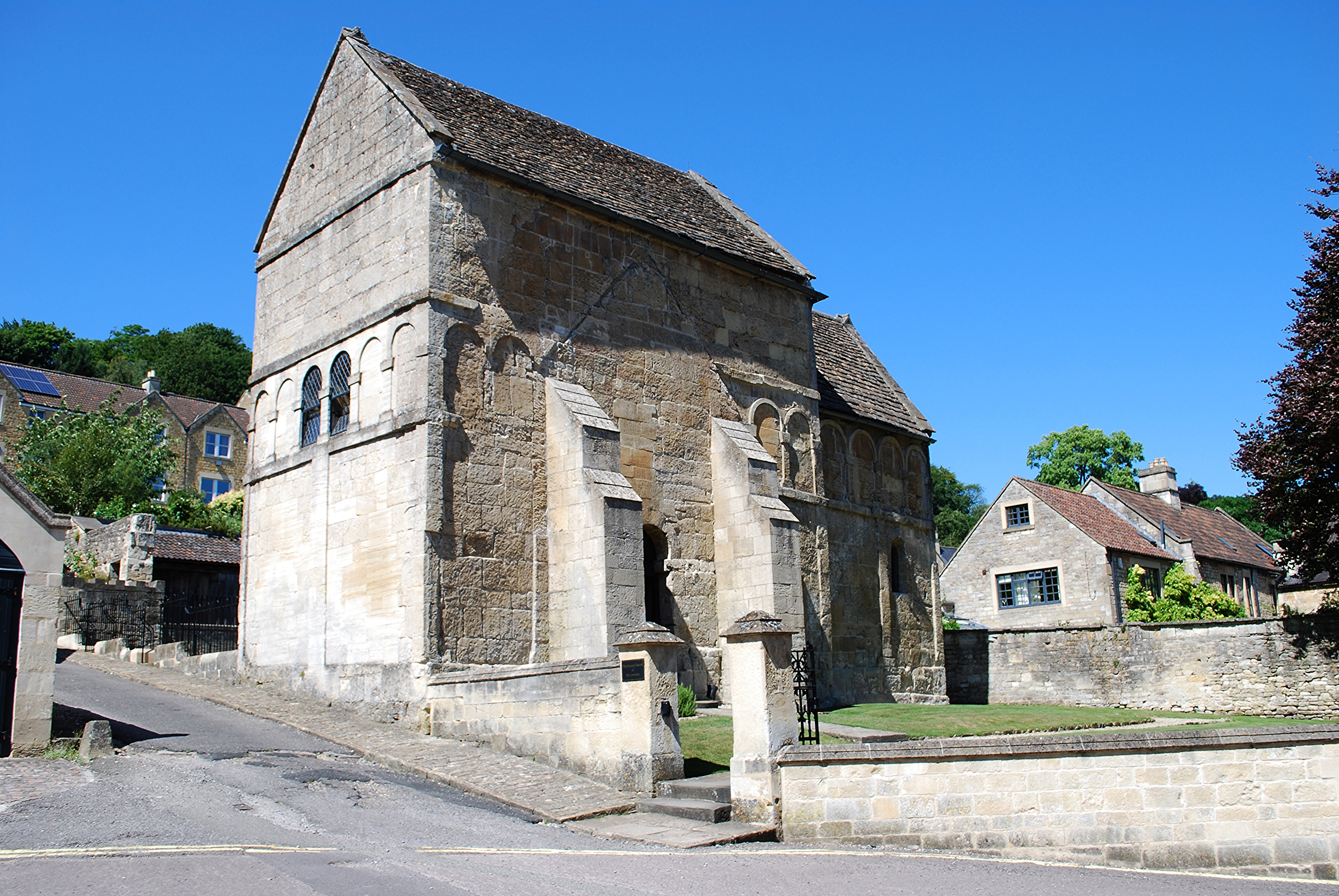
La iglesia de San Lorenzo en Bradford-on-Avon.

Quedan muy pocos rastros arquitectónicos de la reforma. La Iglesia de San Lorenzo en Bradford-on-Avon, Wiltshire, parece ser un ejemplo único de una iglesia abacial casi intacta de este período, con ángeles en relieve que probablemente formaban parte originalmente de un grupo tallado de la Crucifixión. En general, las fuentes contemporáneas dicen poco sobre la arquitectura de las iglesias y describen más bien los preciosos objetos que se guardan en ellas, ya sean trabajos de orfebrería, bordados u otros regalos hechos por la élite del país. De estos objetos, la mayoría de los que han sobrevivido se encuentran fuera de Inglaterra, como las cruces relicario de la Catedral de San Miguel y Santa Gúdula de Bruselas o la del Museo Victoria y Alberto.

### Lengua y Literatura
Los reformadores reanudaron la traducción de los textos latinos al inglés antiguo, continuando el programa de traducción del rey Alfredo el Grande a finales del siglo IX. La escuela de Æthelwold en Winchester tuvo como objetivo establecer un estándar de escritura único para la lengua sajona occidental, un proyecto que Æthelwold probablemente inició100. Su alumno más famoso, Aelfrico, que se convirtió en abad de Eynsham en 1005, busca escribir en un idioma con una gramática y vocabulario coherentes. Aelfrico compartía los ideales monásticos y la sed de conocimiento del movimiento de reforma, así como sus estrechas relaciones con la élite laica. Es autor de dos series de cuarenta homilías, hagiografías, una gramática latina en inglés y un colloquium  (diálogos bilingües con fines educativos). Se le considera una autoridad en la práctica eclesiástica y el derecho canónico mucho después de su muerte: el arzobispo de Canterbury, Matthew Parker, retomó sus argumentos en defensa del protestantismo en el siglo XVI, y su visión de la eucaristía siguió siendo citada en los debates teológicos hasta el siglo XIX.
Los reformadores estaban más interesados en la prosa que en la poesía. Sin embargo, fue durante este período, entre finales del siglo X y principios del XI, que se produjeron los cuatro grandes manuscritos de la poesía inglesa antigua: el códice Nowell, el Libro de Exeter, el Libro de Verceil y el manuscrito de Junius. Los poemas que contienen no pueden ser fechados con precisión, pero la mayoría de ellos son probablemente mucho más antiguos que los propios manuscritos. El interés de los benedictinos por los textos vernáculos es probablemente la razón de la compilación de estos cuatro manuscritos. Una parte importante de la conocida literatura del inglés antiguo es el trabajo de los participantes en la reforma benedictina, escrito en el inglés antiguo estándar, cuyo uso favorecen.

## Historiografía
En los años que siguieron a la conquista normanda de Inglaterra, los nuevos líderes de la Iglesia inglesa, provenientes de la Europa continental, trataron de justificarlo pintando un cuadro negativo de la situación de su Iglesia antes de 1066. Lanfranco de Canterbury, que se convirtió en arzobispo de Canterbury en 1070, perdió interés en los santos anglosajones y sua Constitutiones para el Monasterio de la Iglesia de Cristo en Canterbury no tiene ninguna deuda con la Regularis concordia. Sin embargo, los monjes anglonormandos se apoderaron rápidamente de la tradición hagiográfica anglosajona por su cuenta y el culto de los santos anglosajones se reanudó. Las abadías defienden sus posesiones y privilegios apoyándose en las cartas anglosajonas, aunque eso signifique forjar algunas de ellas si es necesario. Eadmer y Guillermo de Malmesbury, dos cronistas de la primera generación posterior a la conquista, ven la historia eclesiástica inglesa como una sucesión de altibajos: un apogeo noruego poco después de la conversión, seguido de un período de declive que se detiene con la reforma benedictina, al que sigue un nuevo período de declive que encuentra su nadir en vísperas de la conquista normanda. Esta visión de las cosas, que define como períodos de excelencia monástica la reforma del siglo X y los años posteriores a la conquista, es probable que satisfaga tanto a los normandos como a los anglosajones. Sin embargo, la historiadora Antonia Grandsen señala que los períodos de supuesto declive no carecen de mérito.
Los libros de historia tradicionalmente consideran la reforma benedictina como el principal acontecimiento de este período, en detrimento de los períodos anteriores y posteriores a ella. En la medida en que las principales fuentes relativas a la reforma son las hagiografías de Dunstán, Osvaldo y Æthelwold, existe el riesgo de exagerar su papel e ignorar el de los individuos más oscuros. Otro riesgo sería centrarse en las abadías reformadas y descuidar las que no lo fueron. La imagen positiva de la reforma, que es principalmente el fruto de los textos producidos por Æthelwold y su círculo, se perpetúa desde hace mucho tiempo en el trabajo de los historiadores modernos, incluyendo su sesgo a favor del centro contra la periferia y de los ideales de la reforma contra las necesidades concretas de la vida religiosa. En el siglo XXI surge una nueva visión: se cuestionan las afirmaciones de los reformadores y se revalúa el papel de los clérigos y las iglesias locales.
Los historiadores contemporáneos creen que las instituciones clericales como Winchester y Canterbury florecieron desde mediados del siglo X en adelante en los campos religioso y artístico. Según Simon Keynes, los reformadores pudieron aprovechar los recursos de una iglesia que ya había experimentado un auge inicial en la primera mitad del siglo. Marco Mostert señala que la literatura es tan floreciente en las abadías no reformadas como en las reformadas y sugiere que el movimiento de reforma monástica se jactaba de los éxitos preexistentes.